# Can This Love Be Translated?
Can This Love Be Translated? (coréen: 이 사랑 통역 되나요?) est une série télévisée sud-coréenne créée par les Sœurs Hong et prévue pour fin 2025 sur Netflix.

## Résumé
Ju Ho-jin est un interprète polyglotte talentueux. Par la force des choses, il devient le traducteur attitré d'une célèbre actrice, Cha Mu-hee.
Or, Ho-jin et Mu-hee ne sauraient être plus opposés dans leurs personnalités comme leurs convictions... Leurs différences rendent la situation houleuse et provoquent de nombreuses frictions au sein de leur tandem !
En laissant à chacun la chance de se dévoiler, parviendront-ils à se comprendre ?

## Distribution

### Personnages principaux
- Kim Seon-ho : Ju Ho-jin
- Go Youn-jung : Cha Mu-hee
- Choi Woo-sung : Kim Yong-woo

- Sōta Fukushi : ?
- Lee Yi-dam : Shin Ji-seon

### Autres
- Hyunri : invitée

### Sources
- (en) Cet article est partiellement ou en totalité issu de l’article de Wikipédia en anglais intitulé « Can This Love Be Translated? » (voir la liste des auteurs).